# کوک
|  |
|  |

کوک (به انگلیسی: Musical tuning) در موسیقی به دو معنا می‌تواند به کار گرفته بشود:
- کوک کردن، به معنای تنظیم یک ساز موسیقی به شکلی که نت‌ها به درستی نواخته شود
- دستگاه‌های کوک، که هر یک نظامی است که ارتفاع (زیر و بمی) نت‌های مختلف بر اساس آن تعیین می‌شود.

## کوک کردن

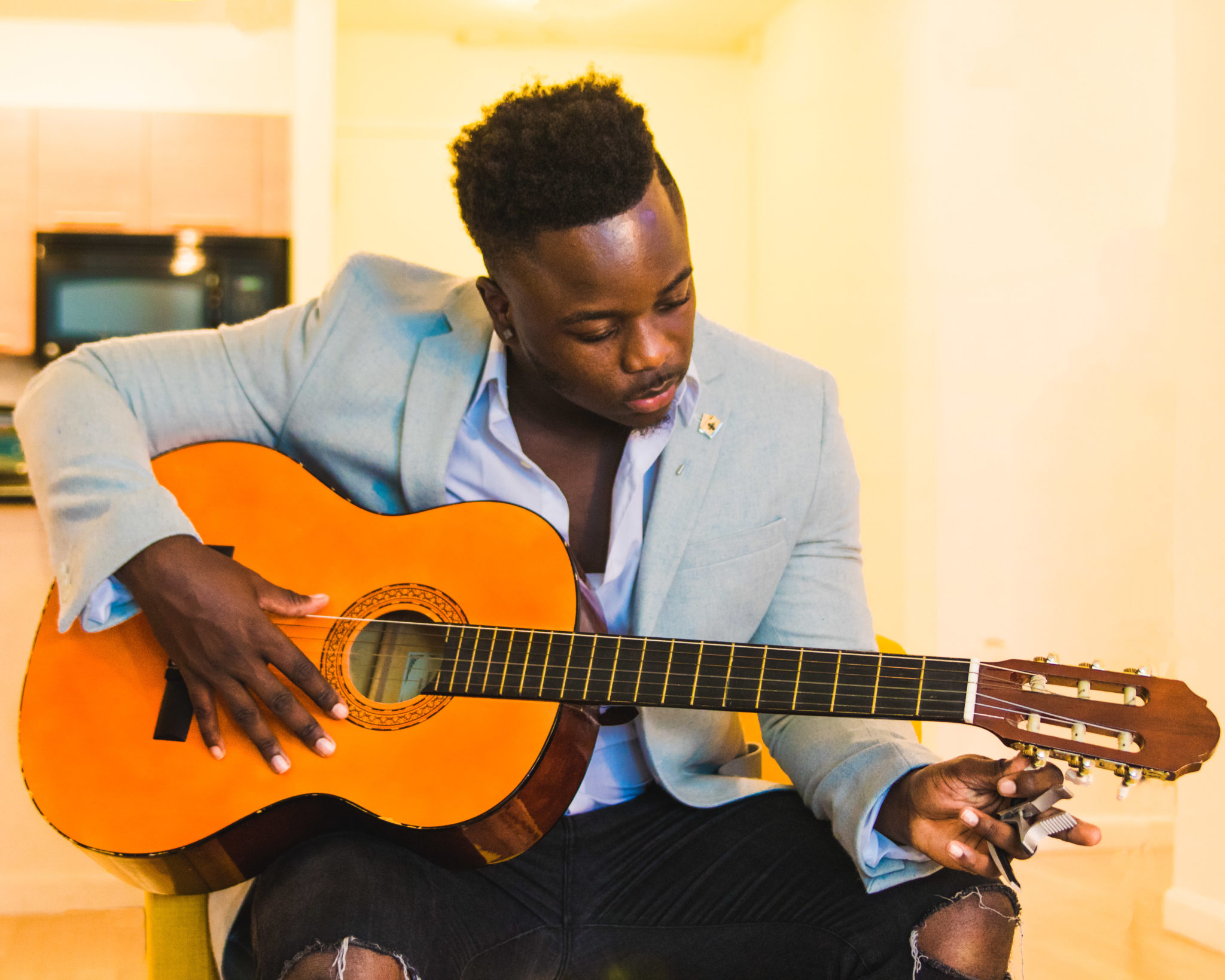
مردی در حال چرخاندن گوشی‌های گیتار برای کوک کردن این ساز

کوک کردن روندی است که در آن زیر و بمی نت‌هایی که توسط یک ساز موسیقی تولید می‌شود به شکلی تنظیم می‌گردد که فواصل بین نت‌ها مطابق یک نظام مشخص باشد. عموماً برای کوک کردن از یک نت مرجع مشخص استفاده می‌شود، مثلاً با قرار دادن نت «لا» برابر با ۴۴۰ هرتز سایر نت‌ها به دست می‌آید و ساز بر این اساس کوک می‌گردد. ساز ناکوک، سازی است که در آن ارتفاع برخی نت‌ها زیرتر (دیز) یا بم‌تر (بمل) از چیزی است که باید باشد. همچنین، یک ساز می‌تواند به تناسب نت‌های خودش کوک باشد یعنی نت‌ها با هم هماهنگ باشند, اما اگر نت‌ها با نت مرجع ناسازگار باشند مثلاً نت «لا» را در فرکانس دقیقاً ۴۴۰ هرتز تولید نکند, باز ناکوک دانسته می‌شود.
اگر چه بیشتر سازهایی که کوک می‌شوند جزو سازهای زهی هستند ولی سازهای دیگر را هم می‌توان کوک کرد, مثلا سنج یا برخی سازهای بادی. برای کوک کردن روش‌های مختلفی وجود دارد, ساده‌ترین روش مبتنی بر هماهنگ‌کردن صدای ساز با صدای یک ساز دیگر یا صدای یک خواننده است (روش گوشی). از روش گوشی برای کوک کردن برخی سیم‌های یک ساز نسبت به سیم‌های دیگر نیز استفاده می‌شود مثلاً در کوک کردن گیتار می‌توان یک سیم را مرجع قرار داد و پنج سیم دیگر را بر اساس آن کوک کرد. در ارکسترهای سمفونیک معمولاً نوازنده‌ ها ساز خود را بر اساس نت «لا» یا «سی بمل» که توسط نوازندگان ابوا یا کلارینت نواخته می‌شود کوک می‌کنند.
روش بعدی که برای کوک کردن دقیق‌تر به کار می‌رود، استفاده از هارمونیک‌ها است. برای نمونه اگر بالاترین سیم یک ویولن سل در میانه‌اش به آرامی نگه داشته شود و آرشه بر آن کشیده شود، صدای هارمونیکی که تولید می‌شود معادل صدایی است که از آرشه کشیدن بر روی سیم دوم در حالی حاصل می‌شود که یک سوم جلوتر نگه داشته شده است. در کوک کردن با روش هارمونیک فاصله‌های پنجم نیز به کار گرفته می‌شوند. دقیق‌ترین روش کوک عبارت است از استفاده از یک دیاپازون (امروزه غالباً از دیاپازون ۴۴۰ هرتز استفاده می‌شود) یا دستگاه‌های الکترونیکی مخصوص کوک کردن.

### زهی‌های دست‌باز
|  |
|  |

در موسیقی، اصطلاح دست‌باز به رشته سیم‌هایی گفته می‌شود که دارای کوک ثابت روی نت‌های پایه و سیم‌های آزاد هستند.
سیم‌های گیتار و گیتار بیس به‌طور معمول به فاصلهٔ چهارم درست (به استثنای سیم‌های سل و سی) کوک می‌شوند. ویولن، ویولا و ویلنسل به فاصلهٔ پنجم درست کوک می‌شوند. با این حال امکان کوک‌های غیراستاندارد برای تغییر صدای ساز و ایجاد گزینه‌های دیگر برای اجرا وجود دارد.
برای کوک ساز اغلب به یک سیم ارجاع داده می‌شود و بر این اساس کوک سایر سیم‌ها بر اساس فواصل مطلوب به دست می‌آید.
| سازها                  | کوک از بم‌ترین سیم                                            | به انگلیسی       |
| ---------------------- | ------------------------------------------------------------ | ---------------- |
| ویولن، ماندولین، بانجو | سل، ر، لا، می (کوک نت‌ها به ترتیب از بم‌ترین سیم نوشته شده‌است) | G, D, A, E       |
| ویولا، ویولنسل         | دو، سل، ر، لا                                                | C, G, D, A       |
| کنترباس                | می، لا، ر، سل                                                | E, A, D, G       |
| گیتار                  | می، لا، ر، سل، سی، می                                        | E, A, D, G, B, E |

### کوک‌های متفاوت
اگر چه بسیاری از سازها کوک‌هایی متداول دارند که در بیشتر موارد از آن استفاده می‌شود (برای نمونه کوک متداول برای ویولن عبارت است از: می، لا، ر، سل). اما گاهی کوک‌های متفاوت دیگری نیز که تداول کمتری دارند برای این سازها به کار گرفته می‌شوند. برای نمونه «پنج سوئیت برای ویولنسل تنها» اثر یوهان سباستیان باخ نیازمند آن است که کوک سیمِ بالای ویولنسل از «لا» به «سل» تغییر داده شود (یک نت بم‌تر شود).

### کوک سازهای کوبه‌ای بدون ارتفاع معین
اکثر سازهای کوبه‌ای توسط نوازنده کوک می‌شوند. از جمله سازهایی با ارتفاع معین مانند: تیمپانی، طبله و سازهایی با ارتفاع نامعین مانند: طبل کوچک.
کوک ساز کوبه‌ای برای گام‌ها پیرو تنظیمی مانند سازهای دیگر است ولی تنظیم کوک سازهای کوبه‌ای با «ارتفاع نامعین» گام خاصی را دنبال نمی‌کنند.

## دستگاه‌های کوک
نظام‌های مختلفی برای کوک کردن سازهای موسیقی وجود دارد. هر دستگاه کوک مشخص می‌کند که نت‌هایی که توسط ساز تولید می‌شوند باید دقیقاً چه ارتفاعی داشته باشند (چه فرکانسی داشته باشند). از آنجا که بین زیر و بمی صدای یک ساز و رنگ صدای آن ساز ارتباط سایکوآکوستیک وجود دارد، برخی ترکیب‌های زیر و بمی صدا برای برخی رنگ‌های صدا حالتی «طبیعی‌تر» پیدا می‌کنند. بسیاری از این ترکیب‌ها از نظر فیزیکی تناسبی مشخص بین فرکانس‌های خود دارند؛ به عنوان نمونه:
- اگر فرکانس یک صدا دو برابر فرکانس صدای دیگری باشد، نواختن هم‌زمان این دو، صدای طبیعی اکتاو را حاصل می‌کند؛
- اگر فرکانس یک صدا نسبت به فرکانس صدایی دیگر تناسب ۲ به ۳ داشته باشد، نواختن هم‌زمان این دو، صدای یک پنجم درست را ایجاد می‌کند.

### دستگاه‌های کوک برای گام کروماتیک دوازده نتی
گام کروماتیک که توسط بیشتر سازهای موسیقی موجود استفاده می‌شود، مبتنی بر دوازده نت است که تمامی نت‌های گام معتدل غربی را شامل می‌شوند (به ترتیب دو، دو دیز، ر، ر دیز و الی آخر). تفاوت دستگاه‌های کوک برای گام کروماتیک در این است که مشخص کنند که فرکانس دقیق هر کدام از این نت‌ها چیست.
نظام کوک خالص
در نظام کوک خالص غربی، نسبت فرکانس‌ها به صورت کسرهایی مشخص می‌شود که صورت و مخرجشان اعداد کوچک (یک یا دو رقمی) است. متداول‌ترین روش آن است که نسبت صداها را برای نت‌های اصلی (دو، ر، می، فا، ...) به ترتیب ۱:۱، ۹:۸، ۵:۴، ۴:۳، ۳:۲، ۵:۳، ۱۵:۸ و ۲:۱ تعیین می‌کند. در این مثال فرکانس نت اولی نسبت به نت پایه تناسب ۱:۱ دارد (نت اول همان نت پایه است، مثلاً اگر نت پایه را «نت دو با فرکانس ۲۶۱٫۶ هرتز» فرض کنیم، نت اول همان «دو» است) و نت آخری که در واقع یک اکتاو بالاتر قرار دارد، فرکانس دو برابر اولی دارد (نسبت ۲:۱) یعنی نت آخر «نت دو با فرکانس ۵۲۳٫۲» خواهد بود.
اگر چه نظام کوک خالص امکان تعریف نت‌ها با استفاده از نسبت‌های سادهٔ ریاضی را می‌دهد اما خالی از اشکال نیست. در مثالی که بالاتر زده شد، فاصلهٔ بین نت «ر» تا «لا» (۵:۳ تا ۹:۸) برابر ۴۰:۲۷ است در حالی که انتظار می‌رفت فاصلهٔ این دو نت ۳:۲ باشد (چون در فاصلهٔ پنجم درست از همدیگر هستند). حتی با تغییر این نسبت‌ها هم این مشکل مرتفع نمی‌شود. برای همین دستگاه‌های پیچیده‌تر برای کوک کردن ابداع شده‌اند.
کوک فیثاغورثی
کوک فیثاغورثی در واقع یک حالت خاص از نظام کوک خالص است که در آن نسبت فرکانس نت‌ها بر اساس تناسب ۳:۲ محاسبه می‌گردد. با این روش صدای ۱۲ نت گام کروماتیک بر اساس تناسبات ۱:۱، ۲۵۶:۲۴۳، ۹:۸، ۳۲:۲۷، ۸۱:۶۴، ۴:۳، ۷۲۹:۵۱۲، ۳:۲، ۱۲۸:۸۱، ۲۷:۱۶، ۱۶:۹، ۲۴۳:۱۲۸ و ۲:۱ به دست می‌آید. در تمامی این نسبت‌ها، عدد صورت و مخرج تنها به ۲ یا به ۳ بخش‌پذیر هستند و هیچ عدد اول دیگری به جز ۲ و ۳ جزو ریشه‌های این اعداد نیست. کوک فیثاغورثی در دوره‌های رنسانس و قرون وسطا از اهمیت بالایی برخوردار بود.
در روش فیثاغورثی فواصل اصلی به سه دسته تقسیم می‌شوند: لیما (به انگلیسی: limma) معادل فاصلهٔ یک پرده است و نسبت فرکانس ۹:۸ دارد، کاما (به انگلیسی: comma) معادل فاصلهٔ نیم‌پردهٔ دیاتونیک است (نیم‌پرده‌ای که بین دو نت غیر همنام دیده می‌شود، نظیر فاصلهٔ می و فا) و نسبت فرکانس ۲۵۶:۲۴۳ دارد، و نهایتاً نیم‌پردهٔ کروماتیک یا آپوتوم (به انگلیسی: apotome) که برابر اختلاف بین دو مورد قبلی است و نسبت فرکانس ۲۱۸۷:۲۰۴۸ دارد.
اعتدال میانگین یا اعتدال پرده میانه
اصطلاح «اعتدال» در موسیقی برای توصیف روش‌هایی استفاده می‌شود که جهت اعتدال کوک ساز به کار می‌روند. در اعتدال میانگین، کسرهایی که برای فاصله‌های مشابه به کار گرفته می‌شود (نظیر ۹:۸ و ۱۰:۹ که هر دو برای فاصلهٔ یک پرده به کار گرفته می‌شوند) را میانگین می‌گیرند.
اعتدال مساوی
اعتدال مساوی (به انگلیسی: equal temperament) فاصلهٔ تمام پرده‌ها را با هم مساوی در نظر می‌گیرد.